# Києво-Братський монастир
Києво-Братський Богоявленський монастир  — колишній православний чоловічий монастир на Київському Подолі. Заснований у 1615 року, став одним з головних просвітницьких, культурних і релігійних центрів міста, у його стінах зародився один з найстаріших вишів України — Києво-Могилянська академія, був також відомий як училищний. Розташовувався неподалік міської ратуші на Подолі. Будівлі монастиря були знищені більшовицькими окупантами 1935 року.

## Відомості
Засновник — Єрусалимський патріарх Теофан III. Монастир діяв як патріарша ставропігія відповідно до грамоти від 26 травня 1620, написаної ним у Києві. Значну фінансову та матеріальну підтримку надала Галшка Гулевичівна-Лозчина.
Ігумен монастиря Леонтій 7 квітня 1640 писав «чолобитну» царю Московії щодо відновлення церкви Трьох святителів в Києві. Король Польщі Владислав IV Ваза грамотою від 7 червня 1640 надав монастирю права на церкви Києва: Трьох Святителів, Воздвиження Чесного Хреста.
Універсалом гетьмана Богдана Хмельницького від 11 січня 1651, виданим у Чигирині, Київському Богоявленському Братському монастиреві передано частину майна Київського домініканського монастиря, зокрема, село Мостища над річкою Ірпенем Київський полковник Василь Дворецький 3 травня 1659 видав Києво-Братському монастирю грамоту, якою підтверджував передачу йому земель колишнього домініканського монастиря.
У підземеллі монастирської церкви був похований її засновник — гетьман Петро Конашевич-Сагайдачний.

## Галерея

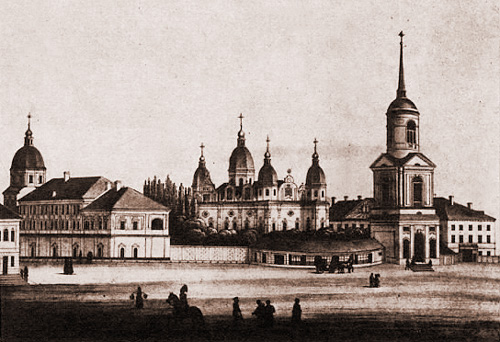
Київський Братський монастир
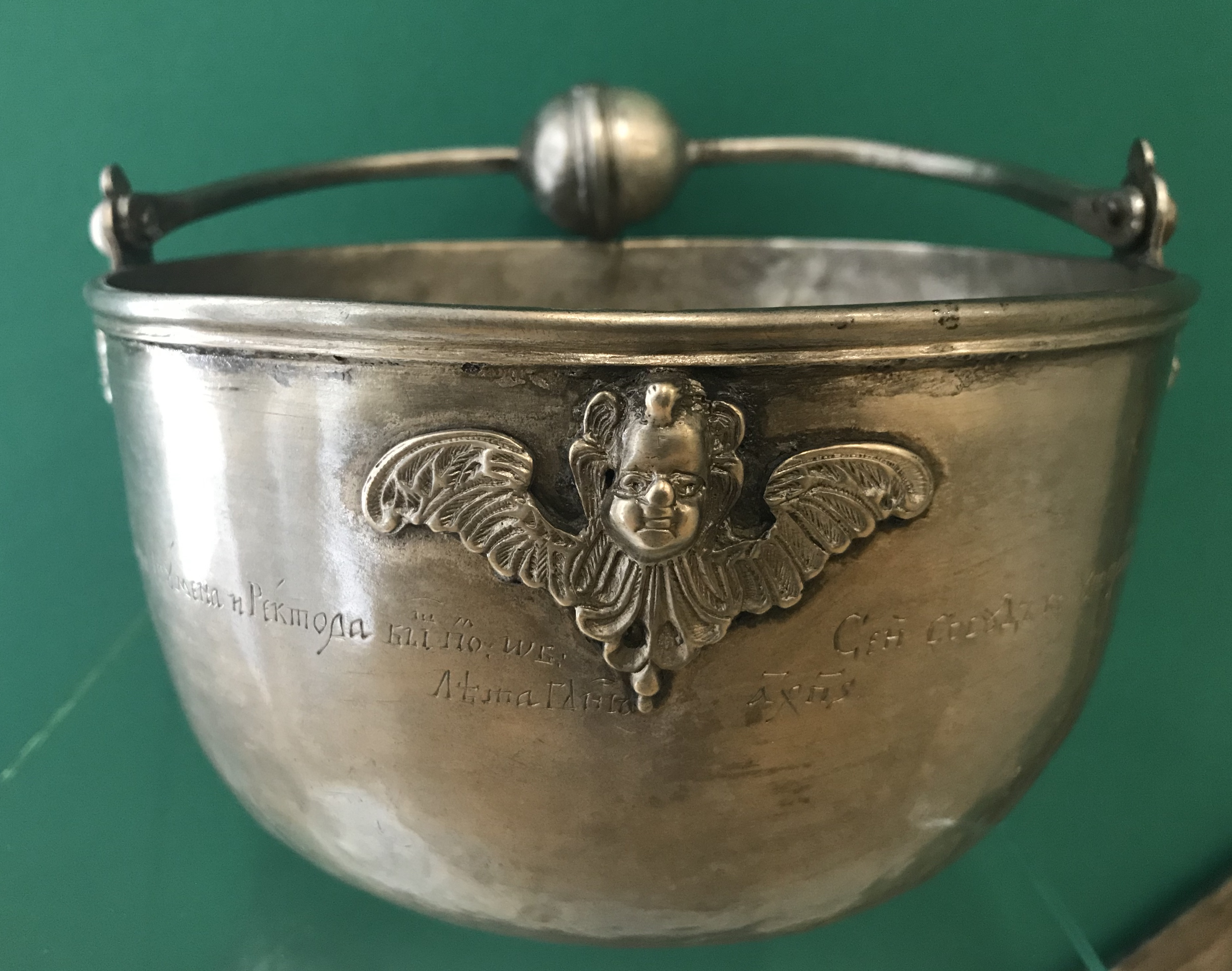
Чаша для свяченої води з Києво-Братського монастиря, 1686 р., Україна. Національний музей історії України, Київ

## Видатні особистості
1575 рік (приблизно) народження Галшки Гулевичівни (Єлизавети Василівни Гулевич, пом. у 1642, Луцьк, Волинь) — української шляхтички старовинного українського роду Гулевичів, меценатка, фундаторка Києво-Братського монастиря Київського Богоявленського братства та Київської братської школи, від якої веде історію Києво-Могилянська академія. Заповідала також гроші Луцькому Хресто-Воздвиженському братству. Опікувалась розвитком духовності та освіти.